# Fontaine du Pied-Boulet
La Fontaine du Pied-Boulet est une fontaine située à Angers, en France.

## Historique
En 1784, le maire d'Angers, Anselme René Bucher de Chauvigné fait installer une machine hydraulique pour le service de la fontaine,.
L'édifice est classé au titre des monuments historiques en 1965.